# Marjorie Estiano

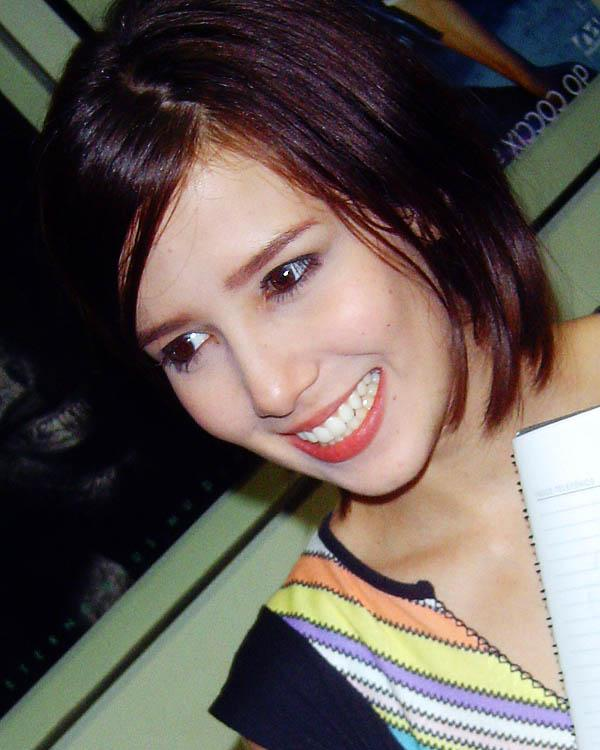
Marjorie Estiano (2007)

Marjorie Estiano (anhörenⓘ; * 8. März 1982 in Curitiba) ist eine brasilianische Schauspielerin und Sängerin.

## Leben
Marjorie Estiano wurde 1982 als Kind von Marilene Dias und dem Buchhalter Eurandir Dias de Oliveira geboren. Seit 2003 spielte sie in zahlreichen Filmen und Fernsehserien mit.

## Filmografie

### Fernsehfilme und Serien
- 2003–2005: Malhação
- 2006: Sob Nova Direção[1]
- 2006–2007: Páginas da Vida
- 2007–2008: Duas Caras
- 2009: Caminho das Índias
- 2010: S.O.S. Emergência
- 2011: Amor em Quatro Atos
- 2011: Cine Conhecimento[2]
- 2011–2012: A Vida da Gente
- 2012–2013: Lado a Lado
- 2014–2015: Império
- 2016: Ligações Perigosas
- 2016: Justiça
- 2017–2022: Sob Pressão
- 2023: Fim

### Spielfilme
- 2011: Malu de Bicicleta[3]
- 2013: O Tempo e o Vento
- 2014: Apneia
- 2015: Beatriz
- 2015: Garoto
- 2016: Sob Pressão
- 2017: As Boas Maneiras
- 2017: Entre Irmãs
- 2018: Aurora
- 2018: Jamais estive tão segura de mim mesma
- 2018: Paraíso Perdido
- 2018: A Onda Maldita
- 2018: Todo Clichê de Amor[4][5]
- 2024: Ainda Estou Aqui
- 2024: Enterre Seus Mortos
- 2024: A Mother's Embrace

## Theater
- 1999: Clarice ... Clarice[6]
- 2002 – 2003: Beijos, Escolhas e Bolhas de Sabão ... Tati[7]
- 2003: Barbara não lhe Adora ... Bárbara Cristina[8]
- 2009 – 2010: Corte Seco ... Samantha[9]
- 2011: Inverno da Luz Vermelha ... Christine[10]
- 2012 – 2013: O Desaparecimento do Elefante ... Atashi[11]
- 2016 – 2017: Fluxorama ... Valkirie[12]

## Diskografie

### Alben
- 2005: Marjorie Estiano[13] (BR: Platin)[14]
- 2007: Flores, Amores e Bla, blá, blá[15]
- 2014: Oito[16]

### Singles
- 2005: Por Mais Que Eu Tente (BR: Gold)

### Videoalben
- 2005: Marjorie Estiano e Banda ao Vivo[17] (BR: Gold)

## Auszeichnungen
Als Schauspielerin:
- 1999: Beste Schauspielerin in der Theater-Festival Lala Schneider, von Clarice[18]
- 2005: Beste Schauspielerin in IV Prêmio Jovem Brasileiro, von Malhação[19]
- 2011: Beste Nebendarstellerin, Prêmio Quem, von A Vida da Gente[20]
- 1999: Beste Schauspielerin in Prêmio Arte Qualidade Brasil (Theater), von O Inverno da Luz Vermelha[21]
- 2012: Bestes Paar (mit Thiago Fragoso) in Prêmio Noveleiros, von Lado a Lado[22][23]
- 2013: Beste Nebendarstellerin, Prêmio Aplauso Brasil (Theater), von O Desaparecimento do Elefante[24][25]
- 2017: Beste Nebendarstellerin, Prêmio Festival de Cine do Rio, von As Boas Maneiras[26]

Als Sängerin:
- 2005: Melhores do Ano, Song des Jahres (Você Sempre Será)[27]
- 2005: Meus Prêmios Nick, Sänger Offenbarung[28][29]
- 2006: Trophy Leão Lobo, Sänger Offenbarung[30][31]
- 2006: Multishow, Sänger Offenbarung[32]